# 1303年
| 千纪： | 2千纪 |
| 世纪： | 13世纪 \| 14世纪 \| 15世纪                                                                                 |
| 年代： | 1270年代 \| 1280年代 \| 1290年代 \| 1300年代 \| 1310年代 \| 1320年代 \| 1330年代                           |
| 年份： | 1298年 \| 1299年 \| 1300年 \| 1301年 \| 1302年 \| 1303年 \| 1304年 \| 1305年 \| 1306年 \| 1307年 \| 1308年 |
| 纪年： | 癸卯年（兔年）；元大德七年；越南興隆十一年；日本元二年，嘉元元年                                           |

## 大事记
- 元成宗鐵穆耳成功與察合台汗國可汗篤哇以及海都之子窩闊台汗國可汗察八兒講和，蒙古四大汗國共同承認元朝為宗主。
- 中国山西洪洞县发生8级大地震[1]，造成200,000到475,800人死亡，大震后余震数年不止，加之连续三年天旱无收，人民饥寒交迫，流离失所。
- 討伐敏象王國阿散哥也的元朝軍隊撤出緬甸。
- 教宗博義八世遭法國國王菲利浦四世的逮捕，成為階下囚而憤極身亡，並爆發「阿納尼事件」（Outrage of Anagni）。
- 克里特地震（英语：1303 Crete earthquake），对亚历山大灯塔造成巨大破坏。

## 出生
- 元英宗硕德八剌

## 逝世
- 10月11日——教宗博義八世。